# Прудищенский
Прудищенский — посёлок в Мценском районе Орловской области России. Входит в состав Спасско-Лутовиновского сельского поселения.

## География
Посёлок находится в северной части Орловской области, в лесостепной зоне, в пределах центральной части Среднерусской возвышенности, на расстоянии примерно 10 километров (по прямой) к северо-северо-востоку (NNE) от города Мценска, административного центра района.
Климат населённого пункта характеризуется как умеренно континентальный с умеренно морозной зимой и теплым, иногда жарким летом. Средняя многолетняя температура самого холодного месяца — января, составляет −9,4°С, температура самого теплого +19°С.
Часовой пояс
Посёлок Прудищенский, как и вся Орловская область, находится в часовой зоне МСК (московское время). Смещение применяемого времени относительно UTC составляет +3:00.

## Население
| 2010 |
| ---- |
| 1    |

Половой состав
По данным Всероссийской переписи населения 2010 года в гендерной структуре населения мужчины составляли 100 %.
Национальный состав
Согласно результатам переписи 2002 года, в национальной структуре населения русские составляли 100 % из 13 чел.